# Krigsåret 1720

## Pågående krig
- Kvadruppelallianskriget (1718 - 1720)[1]
  - Storbritannien, Nederländerna, Frankrike och Österrike på ena sidan
  - Spanien på andra sidan

- Stora nordiska kriget (1700 - 1721)[1]
  - Ryssland, Polen-Litauen, Danmark, Sachsen, Preussen och Hannover på ena sidan
  - Sverige och Holstein-Gottorp på andra sidan.

## Årets händelser
- 17 februari - Kvadruppelallianskriget avslutas genom freden i Haag. Sicilien till Österrike och Sardinien till Savojen. Hertigen av Savojen blir kung av Sardinien.
- 27 juli - De svenska och ryska flottorna drabbar samman i slaget vid Ledsund.

### Fotnoter
1. 1 2  ”World Statesmen”. http://www.worldstatesmen.org/WARS.html. Läst 28 juni 2011.